# 不思議の国のアリスのキャラクター

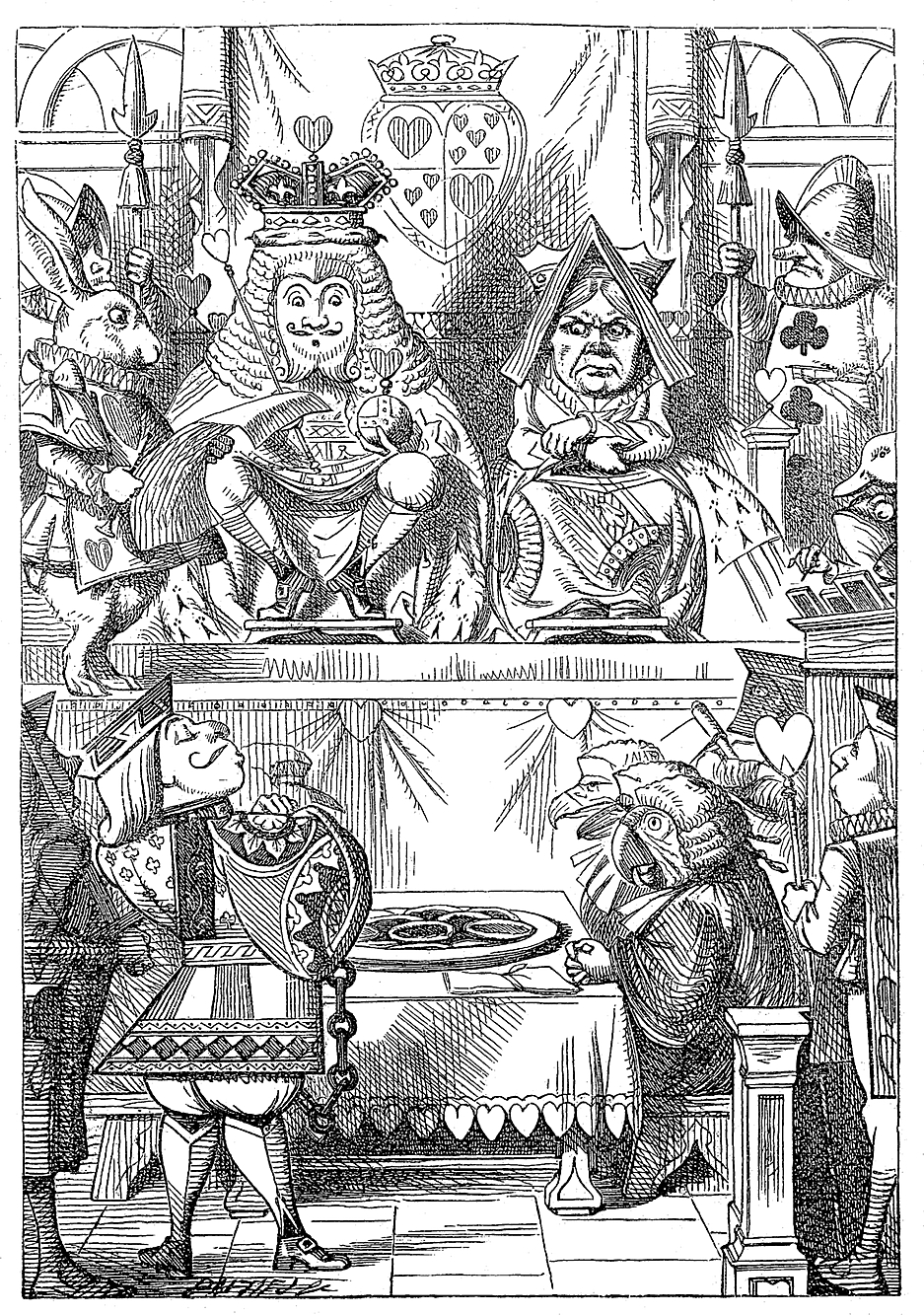
『不思議の国のアリス』口絵 / ジョン・テニエル画（※特筆しない限りは以下同じ）。描かれている場面は、王が裁判官を務めるトランプ達の宮廷裁判。

ルイス・キャロルの児童小説『不思議の国のアリス』（1865年）には、多彩なキャラクターが登場する。そのいくつかは、本作を特徴付ける言葉遊びによって創造されたものであり、その由来を考えるには、当時の慣用表現や文化的な背景を知る必要がある。また、いくつかはキャロルとアリス・リデルとの共通の知人をモデルにしたものであり、そのほか著名人をモデルにしたのではないかと推測されているものもある。以下では、本作の主要なキャラクターを個別に取り上げ、作中での役割や由来、モデルなどを説明するとともにジョン・テニエルによる各キャラクターの挿絵についてもそれぞれ解説を施す。
続編『鏡の国のアリス』のキャラクターについては鏡の国のアリスのキャラクターを参照。

## アリス
白ウサギを追いかけて、不思議の国に迷い込み、様々な冒険をすることになる少女。本作中では年齢は明言されないが、おそらく7歳に設定されている。物語で明らかになる家族は姉のみ（『不思議の国のアリス』でアリスの兄の存在を示唆する台詞がある）。彼女の自慢の飼い猫で、うっかりその話をしてネズミを怖がらせることになるダイナは、本作では会話の中で言及されるのみだが、次作『鏡の国のアリス』では子猫とともに姿を見せる。「ダイナ」はリデル家の飼い猫につけられていた名前である。
後年のキャロルの説明によれば、アリスの性格は可愛らしさ、優しさ、素直さ、おとなしさ、礼儀正しさ、そして好奇心によって特徴付けられている。いくぶん衒学的なところもあり、学校で習い覚えた知識や詩の暗誦をしばしば披露しようとするが、物語の中ではおおむね失敗に終わる。また一人二役を演じるといった空想癖もある。アリスはしばしばアリス・リデルがそのモデルであると言われるが、キャロル自身は「アリス」はいかなる現実の子供にも基づいていない、純然たる虚構であると何度か発言していた。
ジョン・テニエルは、アリスを金色の長い髪を持つ少女として描いたが、このアリス像は黒髪・おかっぱ頭であったアリス・リデルとはまったく異なっている。この金髪のアリスについては、キャロルの推薦でメアリー・ヒルトン・バドコックという少女の写真を元にして描かれたとしばしば言われてきたが、キャロルが写真を購入したとされる日付がすでにテニエルが12点の挿絵を仕上げていたこと、またのちのキャロルの書簡で、テニエルがアリスにモデルを使わなかったと嘆いていることなどから、あまり信憑性はないと考えられる。
テニエルの挿絵では、アリスはエプロンをつけた膝丈のドレス（エプロンドレス）を着ており、この姿はディズニーのアニメ映画をはじめとして後世の翻案や挿絵でもしばしば踏襲されている。この服装は次作『鏡の国のアリス』でもおおむね共通するが、次作の挿絵と比べるとエプロンのフリルがなく、ストッキングの縞も入っていない。また「アリスバンド」として知られる額のカチューシャが見られるのも次作においてである。

## 白ウサギ
服を着て言葉を発しながらアリスの傍を横切り、結果的にアリスを不思議の国へ導くことになる白いウサギ。彼は公爵夫人のもとに急いでいるところであり、2章では扇子（この扇の効果でアリスは体が小さくなる）と手袋を落とし、第4章ではアリスを女中と間違えて使いにやったのち、部屋いっぱいに大きくなったアリスを何とかして追い出そうとする。そして、第8章では、ハートの王と女王とともに現われて、周囲に追従してまわり、11章および12章の裁判の場面では、布告役として姿を現すなど、比較的物語を通して姿を見せるキャラクターである。
後年の解説では、キャロルは白ウサギについて、彼はアリスの対照（「分身」ではなく）として生み出されたキャラクターであり、アリスの「若さ」「大胆さ」「あふれる元気」「決意のすばやさ」に対して、「狐疑逡巡」をその特徴とし、「きっと震え声で話すだろう」と述べている。
白ウサギのキャラクターは、リデル家のかかりつけの医者であったヘンリー・ウェントワース・アクランドがモデルであるとも言われている。なお、キャロルとアリス・リデルが遊んだオックスフォード大学クライスト・チャーチでは、ウサギを見かけることは珍しくなく、ウサギが穴に飛び込むような場面も驚くようなことではなかった。

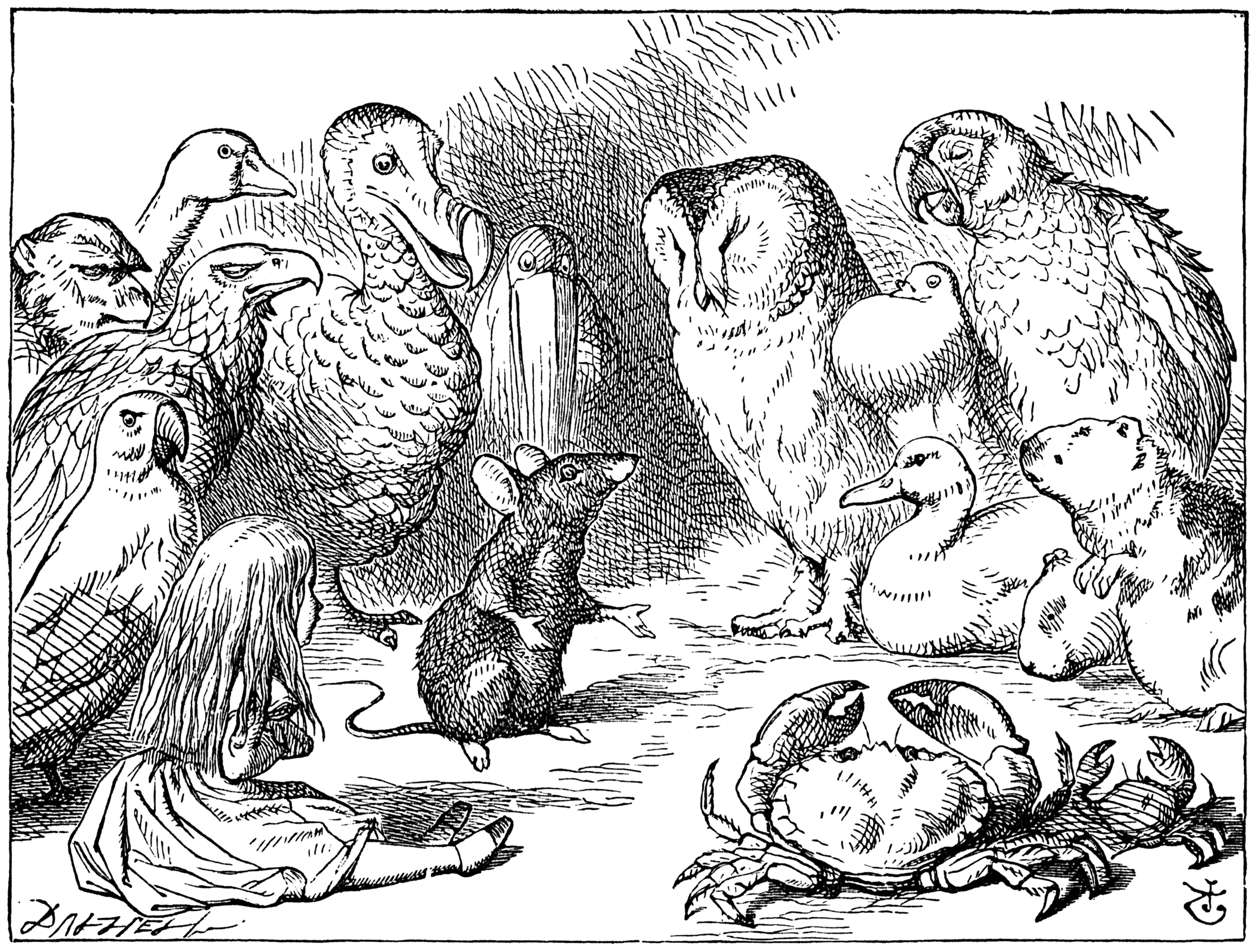
ネズミ（中央）の話を聴くアリス（左下）と鳥獣たち。ドードー鳥はネズミとアリスの奥にいる。

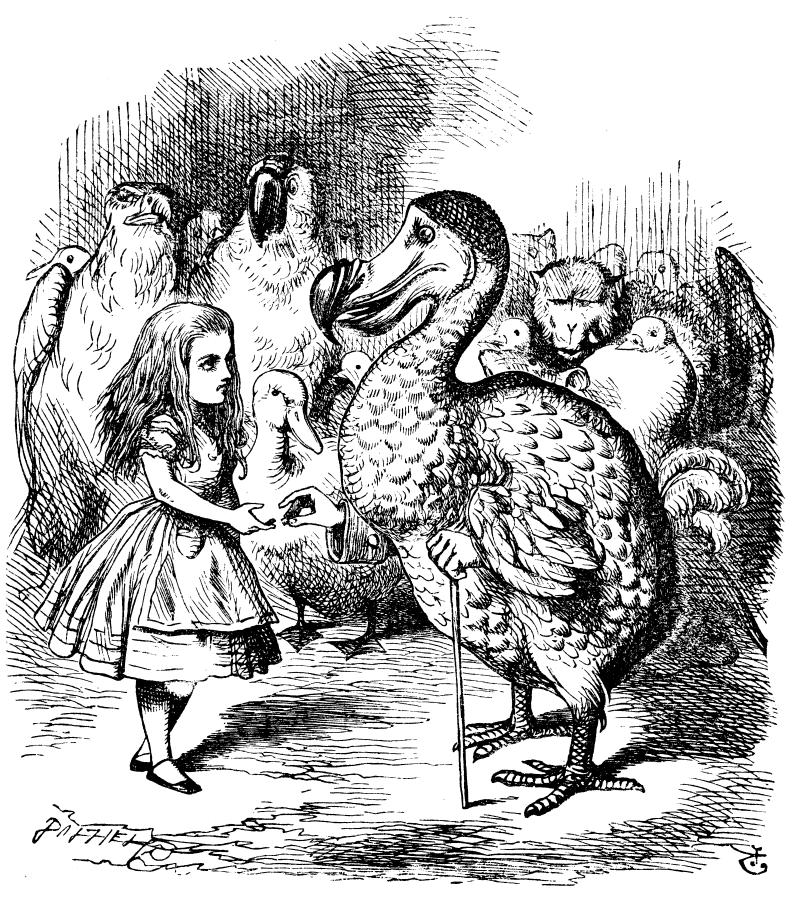
アリスとドードー鳥

## ネズミ
第2章でアリスがつくった涙の池を泳いでくる鼠（ねずみ）。アリスの猫や犬の話を怖がって逃げ出すが、池を上がってから体を乾かすためと称してウィリアム征服王（イングランド王ウィリアム1世）に関する無味乾燥な話を披露し、その後、アリスに請われてなぜ猫を怖がるようになったかを示すための長い「尾話 (tale)」を始める（この部分は尻尾の形をしたカリグラムで書かれている）。
この鼠はリデル家の家庭教師であったミス・プリケットを念頭に書いたものといわれている。

## ダイナ
アリスの飼い猫で、とても可愛がっている

## 鳥獣たち

### ドードー鳥
第3章に登場する鳥で、現実世界では絶滅した鳥として当時から知られていたドードーのこと。涙の池からアリスと動物たちが上がったあと、体を乾かすために「コーカスレース」を始めることを提案する。
彼はルイス・キャロルことチャールズ・ドジソン自身を指している。どもるとき自分の名を「ド、ド、ドジソン」と発音したことによる。またドードー鳥とともに登場するアヒル（ダック）、オウム（ローリー）、子ワシ（イーグレット）はそれぞれロビンソン・ダックワース、ロリーナ・リデル、イーディス・リデルを指し、全体としてこの物語成立の発端となった1862年6月のピクニックの一行を示唆している。

## トカゲのビル
第4章に登場する蜥蜴（とかげ）。家の中で大きくなってしまったアリスを追い出すために、白ウサギによって煙突から家に入らされるが、アリスに高く蹴り上げられのびてしまう。第11章および第12章で繰り広げられるトランプ達の宮廷裁判では陪審員の一人として登場し、スタイラス（尖筆）でキイキイ音を立てていたためにアリスにそれを取り上げられる。
"Bill the Lizard（トカゲのビル）" は "Benjamin Disraeli（ベンジャミン・ディズレーリ）" をもじったものという説がある。

## パピー

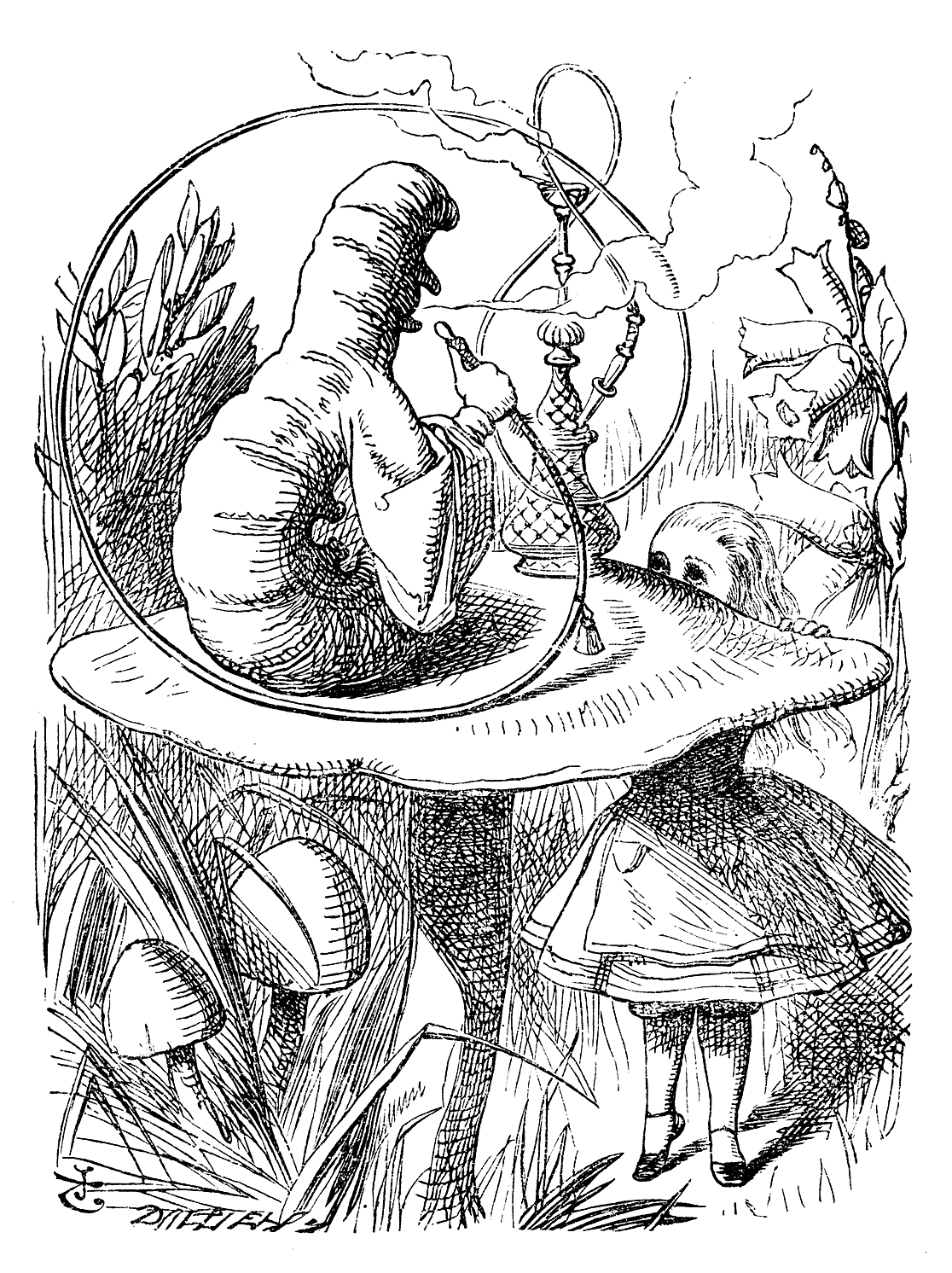
アリスはキノコの上の青虫と噛み合わない遣り取りをする。

## 芋虫
小さくなったアリスが森の中で出会う青い芋虫。英語名そのままに「キャタピラー」とも呼ばれる。自分の背丈より少しばかり大きいキノコがあったので、アリスは笠の上を覗き込む。するとそこには水煙管（みずぎせる）を吹かす大きな青虫が座っていた。「おぬしは誰じゃ」と芋虫が問う。行きがかり上、アリスは年寄り口調のこの芋虫と話をすることになった。ぞんざいな口調でアリスにあれこれ問いただした芋虫の男は、やがて叢（くさむら）の中へと姿を消すが、去り際になって、元の背丈に戻りたいと話していたアリスに向けて「こちら側を食べれば背が伸びる。そちら側を食べれば縮む。」と言い残した。キノコの円い笠のどこが「こちら側」でどこが「そちら側」なのか、アリスにはよく分からなかった。
テニエルによる芋虫の挿絵は一種のトロンプ・ルイユ（騙し絵）になっており、鼻と口のように見える部分はよく見ると芋虫の脚である。

## フットマン

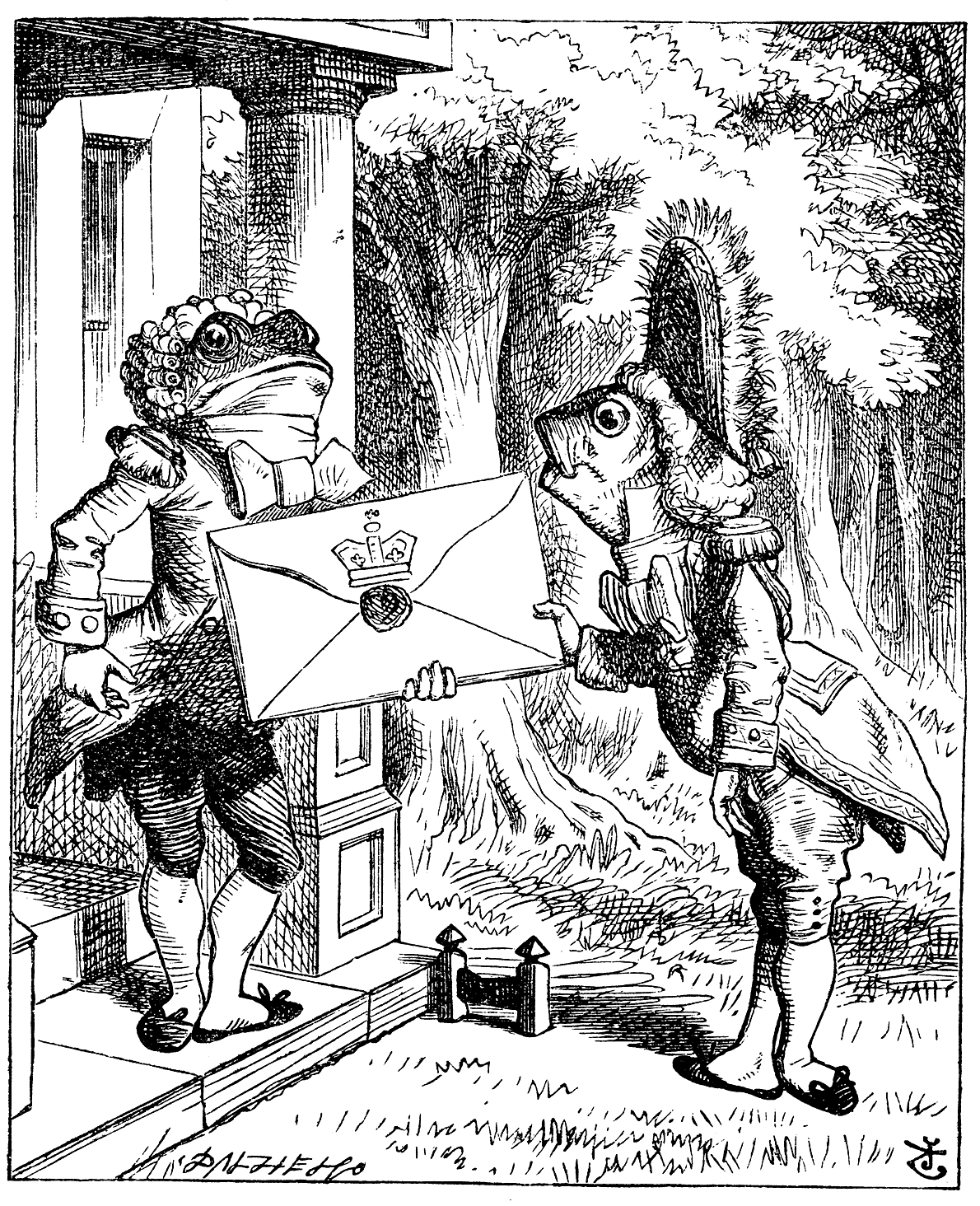
公爵夫人への招待状を届ける魚のフットマンと受け取る蛙のフットマン

### 魚のフットマン
魚（さかな）頭のフットマン。英語における Fish Footman（フィッシュ フットマン）。日本語では「フィッシュフットマン」「魚の従卒（さかなのじゅうそつ）」「おさかな召使い / お魚めし使い」などとも呼ばれる。

### 蛙のフットマン
蛙（かえる）頭のフットマン。英語における Frog Footman（フロッグ フットマン）。「フロッグフットマン」「蛙の従卒 / カエルの従卒」「かえる召使い / カエルめし使い」などとも呼ばれる。

## 公爵夫人のファミリー

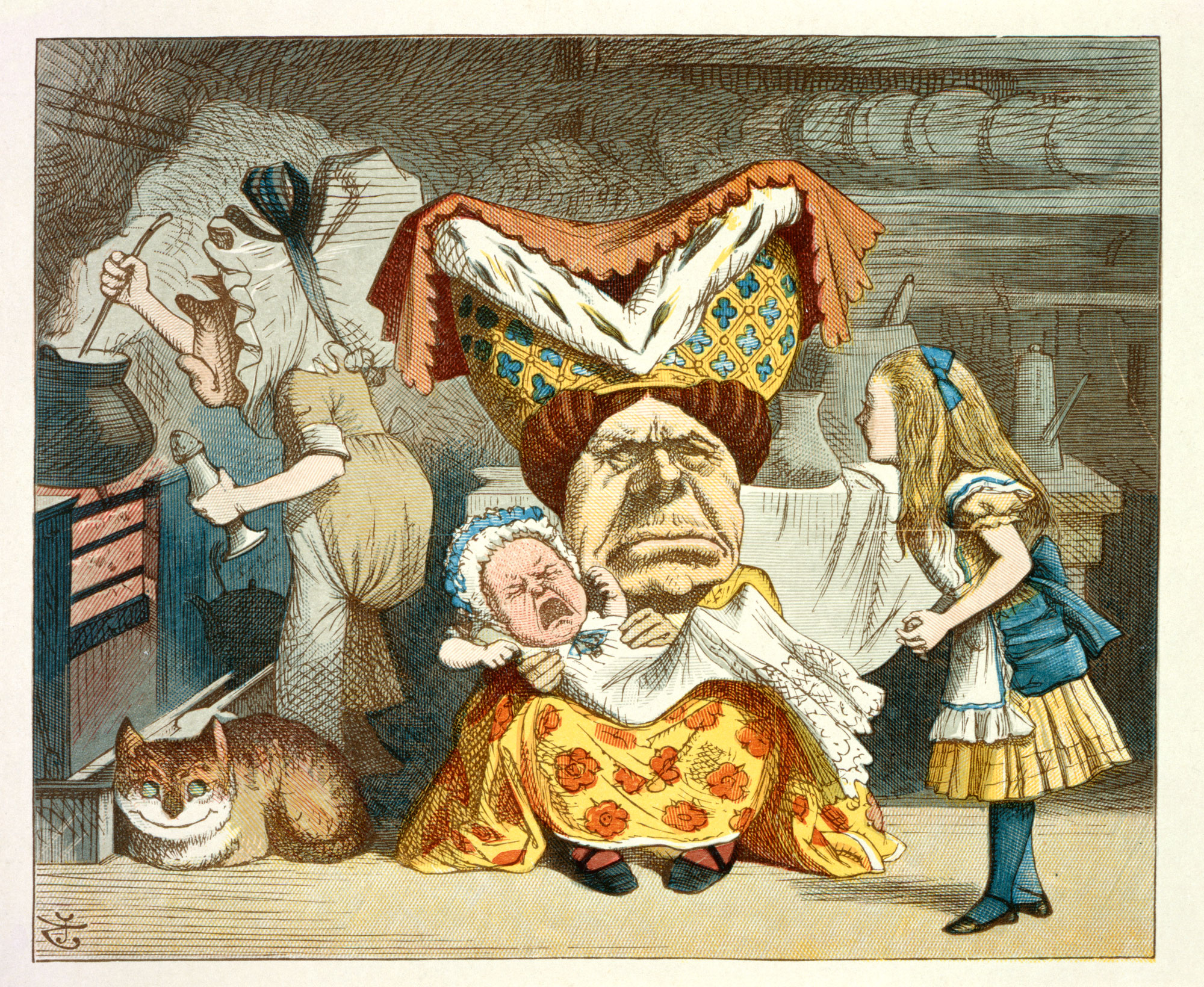
公爵夫人のファミリーとアリス

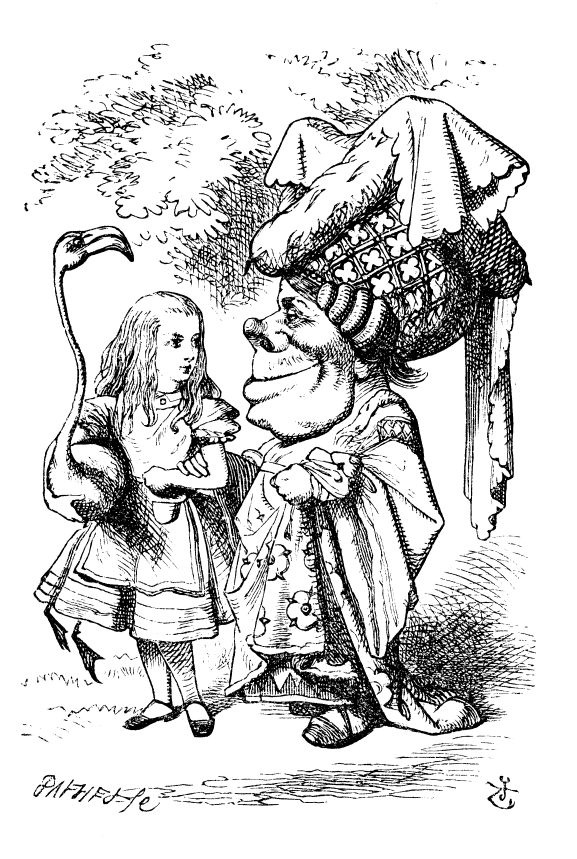
アリスと公爵夫人

### 公爵夫人
英語では Duchess（日本語音写例：ダッチェス）。日本語訳で「公爵夫人（こうしゃく ふじん）」という。非常に醜い容貌の夫人。チェシャ猫の飼い主。第6章にて自宅の中で、赤ちゃん、料理人、チェシャ猫とともに登場するが、初登場時は不機嫌な態度で、赤ん坊のお守をアリスに押し付けて女王のクロッケー会場へ出向いていく。その後、女王の耳を殴って死刑宣告を受けていたが、アリスが女王に助言したことによって、牢獄から連れ出されてくる。このときは打って変わって上機嫌になり、尖ったあごをアリスの肩に食い込ませながら、アリスがなにかを言うごとに、そこに教訓を見いだすが、女王の叱責を受けて退散していく。
テニエルが描いた公爵夫人は、その特徴的な頭飾りなどから、16世紀の初期フランドル派の画家クエンティン・マサイスによる絵画『醜女の肖像』をモデルにしていると考えられている。マサイスの絵のモデルとなっているのは、14世紀にカリンシアとチロルを領有していたマルガレーテ公爵夫人と言われている。彼女は「マウルタッシュ」（ポケット口）とあだ名され、歴史上もっとも醜い婦人と言われていた。また、マウルタッシュ（Maultasche）という言葉には、「平手打ち」の意味もある。ただし、テニエルがマサイスの油絵を参考にしたのか、それとも複製の銅版画を見たのかは、はっきりとはわからない。

### 公爵夫人の赤ちゃん
公爵夫人の赤ちゃんで、アリスがやってきた時からずっと泣いている。しかしその泣き声（鳴き声）は何故か「ぶーぶー」（英語では同じ意味で "grunt" と鳴く）と豚のようであった。行きがかり上、この子のお守りをすることになったアリスであったが、抱いているうちにいつの間にか赤ちゃんは仔豚に変わってしまっていた。英語ではこの赤ちゃんを Pig Baby（ピッグ ベイビー）と呼んでいる。

### 公爵夫人の料理人
英語では Duchess's Cook（ダッチェスズ コック）という。日本語訳名は「コック」など。公爵夫人の料理番を務める寡黙な中年女性。味付けは暴力的で、やたら胡椒を使いたがるせいでアリスも公爵夫人も赤ちゃんもくしゃみが止まらない。そして、いかれた料理人は訳も無く好戦的で、料理の手が空いた途端、公爵夫人と赤ちゃんに向けて食器やら何やら辺りの物を手当たり次第に投げ付け始める。それにもかかわらず、公爵夫人は我が身に何が当たろうともお構いなし。赤ちゃんは赤ちゃんで、初めから「ぶーぶー」と泣き続けているため、物が当たったから泣いているのかそうでないのかまるで分らない。

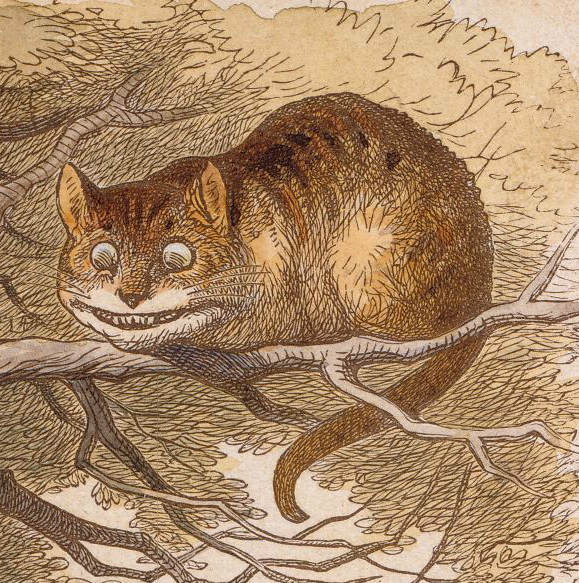
ニヤニヤ笑う、木の上のチェシャ猫

### チェシャ猫
英語では Cheshire Cat（チェシャー キャット）。日本語では「チェシャ猫」「チェシアの猫」「チェシャーキャット」等々、様々に呼ばれる。常にニヤニヤ笑いを浮かべている猫で、自由自在に体を出没させることができる異能の存在である。
第6章で公爵夫人とともに登場した後、一匹で木の上に現われて、アリスに三月ウサギと帽子屋の家の方向を教えた。その後、「笑いなしの猫」ならぬ「猫なしの笑い」("a grin without a cat") となって消える。第8章のクロッケー場で再び登場し、中空に頭だけ（もしくは、顔だけ）で現れてハートの女王たちを翻弄する。すぐに首を刎ねたがる女王も、相手に首が無いのではどうしようも無かった。

## 狂ったお茶会の面々
Mad Tea-Party（マッド・ティーパーティー）を楽しんでいる、いかれた面々。この茶会の日本語訳は「気違いのお茶会」「狂ったお茶会」「いかれたお茶会」「おかしなお茶会」など様々にある。

### 三月ウサギ

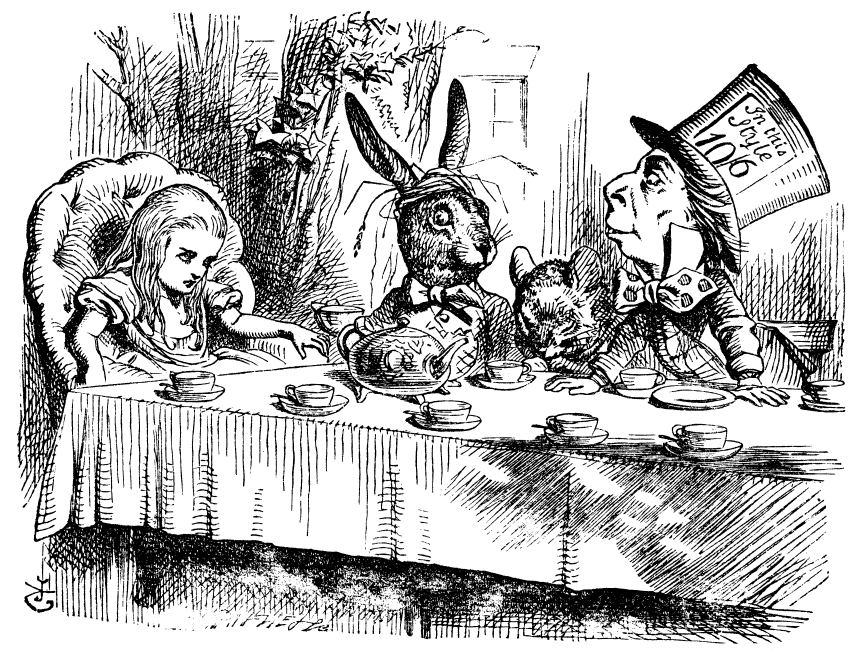
狂ったお茶会に招かれたアリス。全然楽しくなさそうなアリスは、付き合いきれないと、そのうち席を立つ。三月ウサギは中央にいる。

第7章にて、自宅の前で帽子屋、ヤマネとともに狂ったお茶会を開いているノウサギ。帽子屋とともにチェシャ猫から「気が狂っている」と評される。アリスにありもしないワインを勧めたり、他の会話に茶々を入れるなどする。第12章では、裁判の証人として連れられてきた帽子屋とともに登場し、帽子屋の証言を否認する。
帽子屋と同じく、三月ウサギは「三月のウサギのように気が狂っている」という慣用表現から作られている。これは、三月がウサギの発情期で、雄のウサギが落ち着かない行動を取ることに由来する。テニエルの挿絵では、藁を頭に巻いた姿で描かれている。オフィーリアやリア王の狂気の場面を連想させるこの藁の冠は、当時の政治風刺漫画において、狂人を表現するための常套手段であった。しかし、この狂気の徴は、テニエルが『鏡の国のアリス』の挿絵を描いてからは、ほどなく使われなくなったと見られる。そのため、後世の挿絵画家にも、この特徴はあまり重視されず、ディズニーのアニメーションに至っては、不可解な柔毛のようなものに変えられることになった。
三月ウサギは次作『鏡の国のアリス』でも「ヘイヤ」と名を変えて帽子屋とともに登場する。なお、「白ウサギ」も「三月ウサギ」も、日本語ではともに「ウサギ」であるが、英語では前者は「ラビット」、後者は「ヘアー」ではっきり区別される。

### 帽子屋

お茶会で歌う帽子屋

三月ウサギの家の前で、三月ウサギ、ヤマネとともに、狂ったお茶会を開いている男。女王の前で歌った「きらきらこうもり」（「きらきら星」のパロディになっている）が不興を買って死刑宣告を受けて以来、時間が言うことを聞かなくなり、ずっと6時のお茶の時間のままになってしまったという。そのため、彼の時計は、何日かを示すことはできても、何時かを示すことはできない。彼は、第11章の裁判の場面で証人として再登場するが、慌てふためいた受け答えをして、裁判官役の王をいらだたせることになる。
三月ウサギとともに「気が狂っている」とチェシャ猫から評される帽子屋は、「帽子屋のように気が狂っている」という、当時一般的であった慣用表現をもとに作られたキャラクターである。この表現は、"mad as an adder" の転訛とも考えられるが、それとともに当時の帽子屋はしばしば本当に気が狂ったという事実がある。これは、帽子のフェルトの製造過程で水銀が使われ、これがしばしば水銀中毒を引き起こしたことによる。また、水銀中毒の初期症状は、当時「帽子屋の震え」と呼ばれていた。
テニエルが描いた帽子屋は、奇人として知られていたクライスト・チャーチの用務員セオフィラス・カーターがモデルになっていると言われている。彼は、雨の日でも欠かさずシルクハットを被り、「狂った帽子屋」と呼ばれていた。発明家でもあった彼は、目覚ましの代わりに寝ている人間を撥ね起すベッドというような奇妙な発明も行っている。カーターモデル説は、1930年代にH・W・グリーンによって『タイムズ』に投書されたことに始まる。これによれば、キャロルは、彼をモデルとするために、わざわざテニエルをオックスフォードに呼び寄せたという。しかし、『アリスとテニエル』の著者マイク・ハンチャーは、キャロルの日記や手紙などの資料からは、キャロルがテニエルをオックスフォードに呼び寄せたという証拠は見つからず、断定はできないとしている。また、カーターに限らず、当時の帽子職人は、その製造過程において水銀を使用するために、精神に異常をきたす者が多かったという。
帽子屋は、次作『鏡の国のアリス』でも「ハッタ」と名を変えて三月ウサギ（ヘイヤ）とともに登場する。

### 眠りネズミ

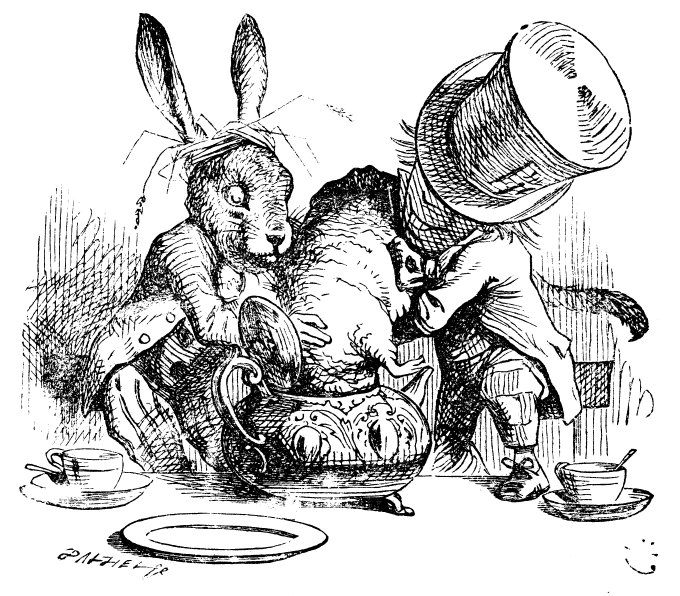
帽子屋たちにティーポットに詰め込まれる眠りネズミ

「狂ったお茶会」で三月ウサギ、帽子屋とともに登場する、常に眠そうにしているネズミ。すぐに眠りはじめて、三月ウサギたちから乱暴に起され、7章の終わりでは彼らによってティーポットに詰め込まれる。第11章でも、証人の帽子屋らとともに再登場する。英語の「眠りネズミ」（dormouse）はヤマネを意味する言葉であり、ヤマネと訳されている訳書もある。ヤマネは、冬眠時間が長いことで知られる動物である。
この眠りネズミのキャラクターは、キャロルと親交のあったダンテ・ゲイブリエル・ロセッティのペットで、テーブルの上で眠り込む癖のあったフクロネズミをモデルにしているらしい。また、ヴィクトリア朝では、古くなったティーポットに干草を入れて、その中でヤマネを飼ったり、ティーポットに入れたヤマネをプレゼントにしたりする習慣があった。
なお、「狂ったお茶会」で眠りネズミが披露する、糖蜜の井戸の中の小さな（little）三姉妹は、リデル家（Liddel）の三姉妹をそれぞれ指している。エルシーは、L.C.すなわち長女ロリーナ・シャーロット、ティリー（Tillie）は家族の間のニックネームがマティルダであった三女イーディス、レイシー（Lacie）はアリス（Alice）のアナグラムになっている。また、オックスフォード近郊のビンゼーには、糖蜜の井戸と呼ばれる井戸が実際にあった。

## トランプのカードたち

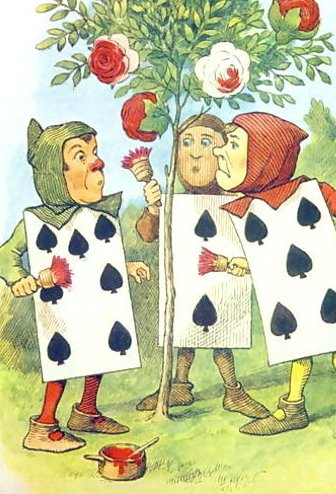
スペードの2と5と7は、白い薔薇の花を赤く塗り替えて間違いを誤魔化そうとしていた。早くしないと女王が来るというのに3枚は言い争ってばかり。挿絵は彩色版。

ハートの女王とハートの王をはじめ、トランプ一組分の配下や親族がいる。もともと剣を意味しているスペードのカードは庭師、棍棒を意味しているクラブのカードは兵士として描かれている。ダイヤのカードは廷臣で、ハートのカードは王子や王女になっている。

### 庭係
トランプカードの3 “枚”の庭係（庭師）たち、スペードの2と5と7は、庭園に赤い薔薇の花だけを咲かせるべきところを、間違って白い薔薇の花を咲かせてしまった。このような不手際を怖ろしいハートの女王に知られてしまったら、3枚とも首を刎ねられてしまうに決まっている。そういったわけで、失態を誤魔化そうと、女王がやってくる前に絵の具と刷毛で白い花を赤く塗り替えてしまおうとしていたが、いがみ合ってばかりで仕事がはかどらない。アリスに見付かったまでは特に問題無かったが、そうこうしているうちに王達の行列が到着してしまい、ハートの女王に見咎められてしまう。女王は何故だかアリスに詰問するが、そのあと、3枚の庭係は首を刎ねられることになった。もっとも、命令を下してすぐに女王は先に進んで離れてしまい、首を刎ねるために残された3枚のクラブの兵士たちはアリスの妨害に遭って3枚の庭係を見失い、任務を誤魔化して王たちの行列へ戻っていった。

### ハートの女王

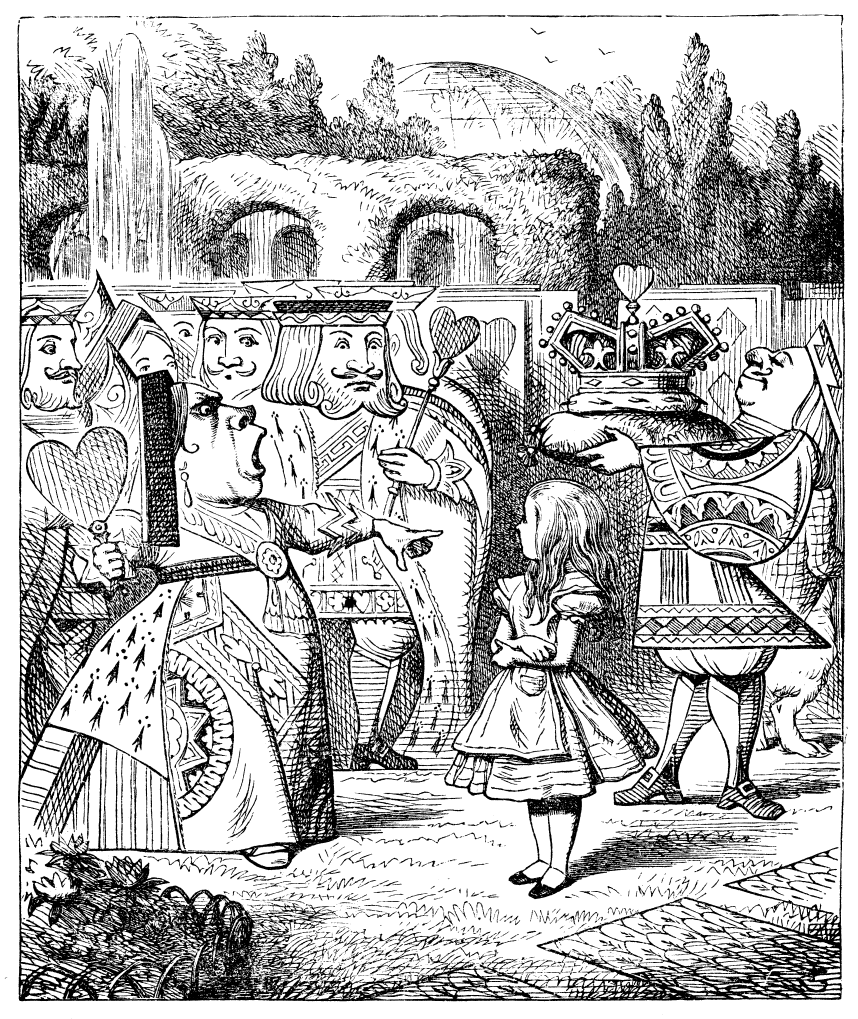
アリス（中央）は短気で高慢なハートの女王（左手前）に厳しく詰問されるも「薄っぺらなトランプの言うことなんて」と少しも怖がる様子がない。右端でハートの王冠を掲げ持っているのはハートのジャック。

トランプのハートの女王。英語では Queen of Hearts（クィーン・オブ・ハーツ）という。日本語では「ハートの女王」と呼ぶのが通例。ハートの王や廷臣達とともに第8章から登場し、フラミンゴとハリネズミを使ったクロッケー大会を主催する。不快の種を見つけては、「首を刎ねろ！」と言いつけて廻る。しかし、その後で王が密かに罪人を解放しており、グリフォンからは「思い込んでいるばかりで、処刑なんてやったためしがない。」と評されている。
第11章と第12章では、裁判官役の王とともに玉座に座って宮廷裁判に臨む。この場面では、告訴状としてマザーグースの「ハートの女王」の最初の一節が白ウサギによって朗読され、女王のタルトをジャック（英語では "knave" とも呼ばれ、「召使い」「悪党」の意。）が盗んだとして告発が行われる。
テニエルの挿絵では、王の服装が当時の標準的な「ハートのキング」の絵札に準じているのに対し、女王は本来そのライバルであるスペードのクイーンのような服装をさせられている。スペードのクイーンは伝統的に復讐や死の女神として扱われていたカードである。また、テニエルの描いたハートの女王の顔はヴィクトリア女王に似ているとしばしば指摘されるが、マイケル・ハンチャーによれば『パンチ』でテニエルによって描かれたガートルード妃（『ハムレット』に登場するハムレットの母親）の面影もあるという。
ルイス・キャロルは、後年、ハートの女王を手に負えない激情や盲目的な怒りの化身として生み出したと記している。

### 死刑執行人
ハートの女王たちに仕えている死刑執行人。Headsman（ヘッズマン）。首切り役人（くびきりやくにん）。不埒なチェシャ猫の首を刎ねるよう、女王に命じられるが、ニヤニヤ笑いを湛えながら中空に頭だけで出現しているチェシャ猫の首を刎ねることができない。

## グリフォンと代用ウミガメ

### グリフォン

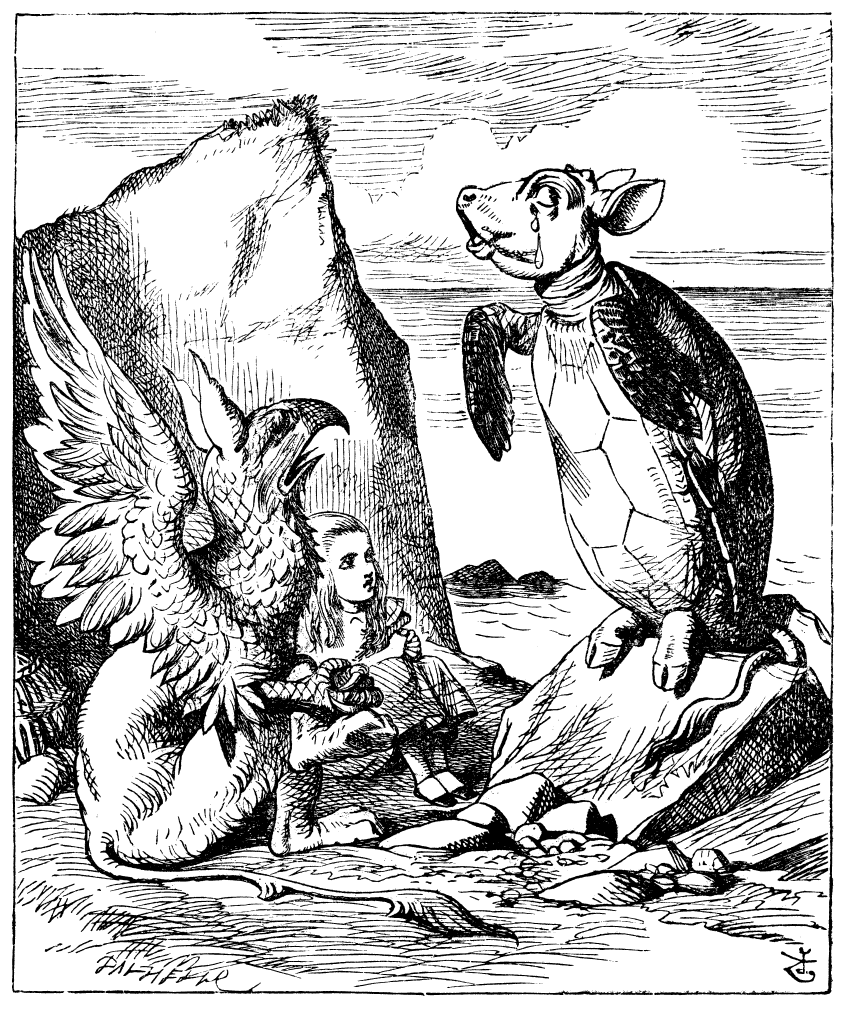
代用ウミガメの話を聴くアリスとグリフォン

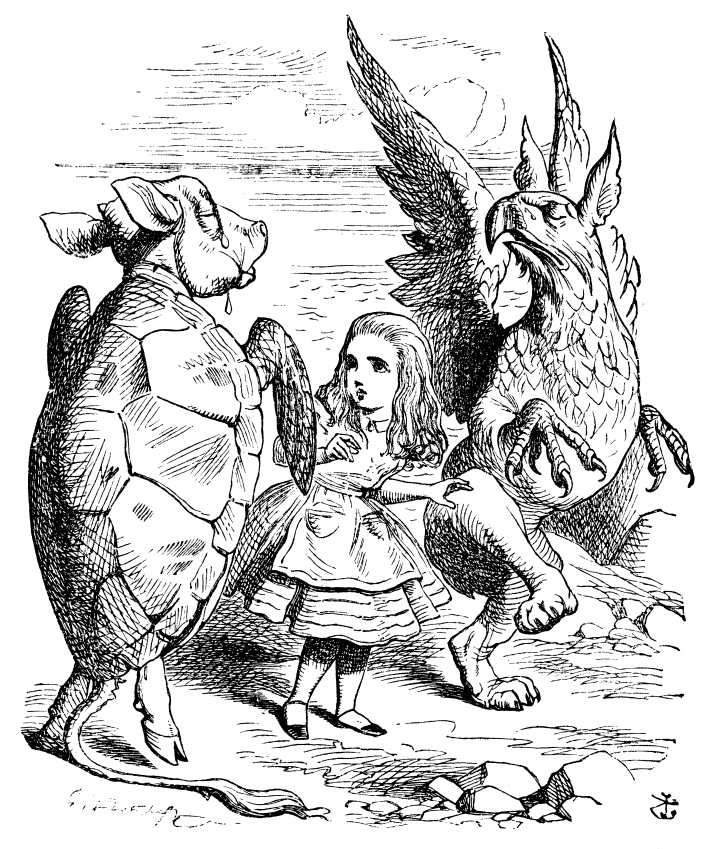
アリスに「ロブスターのカドリールおどり」を教える代用ウミガメとグリフォン

伝説上の生物グリフォン。この物語では、ハート女王に命じられてアリスを代用ウミガメ（※後述）の所へ連れてゆく者として登場する。アリスとグリフォンは代用ウミガメがするナンセンス極まりない話を聴くことになるが、その後には、グリフォン自身も話しだすのであった。
グリフォンというのは、体の上部は鷲、下部はライオンになっていて、キリスト教における神と人の合体のシンボルとしてヨーロッパでは中世からよく知られていた。グリフォンは、ルイス・キャロルやアリス・リデルが住んでいたオックスフォードにあるトリニティ・カレッジの紋章に使われており、二人にとって親しいものであったと考えられる。

### 代用ウミガメ
ハートの女王に半ば命令されたアリスが、グリフォンに連れられてその身の上話を聞くことになる生き物。第9章では、かつて本物のウミガメであった頃に受けたさまざまな授業科目（これらはキャロルの言葉遊びによる、実際の初等教育のパロディになっている）を涙ながらに語り、第10章では「子だらの歌」「ウミガメのスープ」の歌を披露する。
英語では "Mock Turtle（モックタートル）" といい、日本語では「代用ウミガメ（だいようウミガメ）」「にせウミガメ」などと呼ばれる。"Mock Turtle" という名称は、実際にあった "mock turtle soup"（意：海亀スープもどき、海亀スープの模造品）というスープの名から採られたものである。モックタ－トルスープなるものは、緑色をしている海亀スープ (green turtle soup) の代用として当時よりかなり前に開発されていた模造品 (mock) で、高価な貴重品になっていた海亀の肉の代わりに仔牛の頭部を食材として作られる。つまり、海亀スープの模造品から本来存在しない「代用ウミガメ」を創作したのである。テニエルの挿絵では、海亀に牛の頭、後ろ脚、尻尾をつけた姿で描かれる。この姿は、キャロルの友人ダックワースの発案であったという。涙もろい代用ウミガメと気さくなグリフォンは、涙もろく情に流されやすいオックスフォード人気質を揶揄したキャラクターである。
代用ウミガメの話の中で言及される、週に一度だらけ方 (Drawling)、伸び方 (Stretching)、とぐろを巻いて気を失う方法 (Fainting in Coils) を代用ウミガメに教えに来たアナゴの先生は、ジョン・ラスキンを指していると考えられる。ラスキンは実際に週に一度リデル家にやってきて、素描 (drawing)、写生 (sketching)、油絵 (painting in oils) をその子息に教えていた。痩せて面長であったラスキンは確かにアナゴを思わせるところがある。

## お姉さん
本作の最後を飾るのはアリスのお姉さんである。夢から醒めたアリスはどのような不思議な冒険をしてきたかを思い出せる限りお姉さんに話した後、普段の生活に戻っていった。お姉さんはそれを見送った後、小さな妹アリスの将来について、そして彼女が見た不思議の国の夢について、様々に思いを巡らせる。